# Ana Vaz
Pour les articles homonymes, voir Vaz.
Ana Vaz est une cinéaste brésilienne née en 1986 à Brasilia.

## Biographie
Ana Vaz a suivi des études de cinéma en Australie avant d'intégrer Le Fresnoy (promotion Chris Marker 2011-2013) où elle enseigne désormais.
Avec son premier long métrage tourné en 2022, Il fait nuit en Amérique, elle a voulu, dit-elle, « revisiter le genre de l'écoterreur ».
Ana Vaz a obtenu en 2015 le Kazuko Trust Award présenté
par la Film Society du Lincoln Center « en reconnaissance de l'excellence artistique
et de l'innovation de son travail filmique ».

## Filmographie
(source : film-documentaire)

### Courts métrages
- 2012 : Entre temps
- 2013 : A Idade da Pedra
- 2016 : Há Terra !
- 2016 : The Sea Is History
- 2018 : Regardez bien les montagnes
- 2018 : Atomic Garden
- 2019 : Apiyemiyekî ?
- 2020 : 13 Ways of Looking at a Blackbird

### Long métrage
- 2024 : Il fait nuit en Amérique